# ۷۹۱ (خورشیدی)
۷۹۱ هفتصد و نود و یکمین سال هجری خورشیدی است.